# Suphisellus tenuicornis
Suphisellus tenuicornis är en skalbaggsart som först beskrevs av Louis Alexandre Auguste Chevrolat 1863.  Suphisellus tenuicornis ingår i släktet Suphisellus och familjen grävdykare. Inga underarter finns listade i Catalogue of Life.